# Premi de Relats Luis del Val
El Premi de Relats Luis del Val és un premi anual per a relats curts (per a llegir en tres minuts) que convoca l'Ajuntament de Sallent de Gállego en homenatge a l'escriptor i periodista aragonès Luis del Val Velilla. Hi ha premis per a dues modalitats: castellà i aragonès. Aquests premis, juntament amb els accèssits es recullen en un llibre que es publica cada dos anys.

## Llista de guanyadors
| Any  | Obra guanyadora               | Autor                            |
| ---- | ----------------------------- | -------------------------------- |
| 2004 | Todas las plazas tienen olor  | Rebeca Arce                      |
| 2005 | Mi mano derecha               | Asier Navas Martínez             |
| 2006 | Veinte segundos de amor       | Miguel Carcasona Brau            |
| 2007 | Inmejorables vistas           | Asier Navas Martínez             |
| 2008 | Lunes siete                   | Elena Román Torres               |
| 2009 | De delitos, penas y clemencia | Alfredo Mozas García             |
| 2010 | Rebelión en la granja         | Óscar Sipán Sanz                 |
| 2011 | Reciclaje                     | María Teresa Núñez Luque         |
| 2012 | La muchacha del auto amarillo | Santiago Casal Quintáns          |
| 2013 | Tango                         | Marta Busquets Gállego           |
| 2014 | El cielo de la prisión        | Isidro Antonio Moreno Carrascosa |
| 2015 | En dos Dimensiones            | Patricia Collazo González        |
| 2017 | Ciudadanos modélicos          | Alicia Quintáns Lago             |
| 2019 | Tres minutos                  | María Jesús Lamora Lanau         |
| 2021 | El vestido de seda de marfil  | María Ángeles Chozas Gómez       |
| 2023 | Las tierras baldías           | Juan Andrés Moya Montañez        |
| 2025 | A medida                      | Andrea Martínez Rey              |

| Any  | Obra guanyadora                  | Autor                           |
| ---- | -------------------------------- | ------------------------------- |
| 2004 | -                                | -                               |
| 2005 | O biello caxico                  | Manuel Ramón Campo Novillas     |
| 2006 | A ulor                           | Manuel Ramón Campo Novillas     |
| 2007 | Cazar charlos                    | María Pilar Benítez Marco       |
| 2008 | Maiberal                         | Elena Gusano Galindo            |
| 2009 | Manimenos, lo fize               | Alberto Gracia Trell            |
| 2010 | A zagaleta que no conoxeba o mar | Chusé Antón Santamaría Loriente |
| 2011 | Pexes e Paxaros                  | Chusé Inazio Nabarro            |
| 2012 | De cazata                        | Zésar Biec Arbués               |
| 2013 | ADN                              | Ana Giménez Betrán              |
| 2014 | As coplas d'o ferrero            | Francho Nagore Laín             |
| 2015 | Nogueras Negras                  | Rafel Vidaller Tricas           |
| 2017 | A nuei d´as eroinas              | Jara Lascorz Lozano             |
| 2019 | Kabul                            | Andrés Castro Merino            |
| 2021 | La tronada                       | Antonio Serón Gascón            |
| 2023 | Plandiasa                        | Mónica Loncán Bergua            |
| 2025 | Rematadura                       | Luis Gayán Vila                 |

(1) A la llista no figuren els guanyadors d'accèssits i premis especials locals.